# Мерсі Дженезіз
Місінней Мерсі Дженезіз (англ. Miesinnei Mercy Genesis; нар. 20 вересня 1997) — нігерійська борчиня вільного стилю, шестиразова чемпіонка Африки, триразова чемпіонка Африканських ігор, чемпіонка та бронзова призерка Ігор Співдружності, учасниця Олімпійських ігор.

## Життєпис
У 2014 році здобула срібну медаль чемпіонату Африки серед кадетів.
У 2016 році, здобувши перемогу на олімпійському кваліфікаційному турнірі в Алжирі, отримала ліцензію на літніх Олімпійських ігри в Ріо-де-Жаейро. Там Дженезіз у першій же сутичці зазнала поразки з рахунком 0:4 від представниці Польщі Івони Матковської. Оскільки польська спортсменка не пройшла до фіналу, Мерсі Дженезіз не змогла взяти учать у втішних сутичках за бронзову нагороду, посівши у підсумку чотирнадцяте місце.

## Спортивні результати на міжнародних змаганнях

### Виступи на Олімпіадах
| Змагання                    | Збірна  | Вагова категорія          | Місце |
| --------------------------- | ------- | ------------------------- | ----- |
| Літні Олімпійські ігри 2016 | Нігерія | жіноча боротьба, до 48 кг | 14    |

### Виступи на Чемпіонатах світу
| Змагання                        | Збірна  | Вагова категорія          | Місце |
| ------------------------------- | ------- | ------------------------- | ----- |
| Чемпіонат світу з боротьби 2017 | Нігерія | жіноча боротьба, до 48 кг | 16    |
| Чемпіонат світу з боротьби 2019 | Нігерія | жіноча боротьба, до 50 кг | 18    |
| Чемпіонат світу з боротьби 2022 | Нігерія | жіноча боротьба, до 50 кг | 5     |
| Чемпіонат світу з боротьби 2023 | Нігерія | жіноча боротьба, до 50 кг | 13    |

### Виступи на Чемпіонатах Африки
| Змагання                         | Збірна  | Вагова категорія           | Місце  |
| -------------------------------- | ------- | -------------------------- | ------ |
| Чемпіонат Африки з боротьби 2016 | Нігерія | жіноча боротьба, до 53 кг  | 4      |
| Чемпіонат Африки з боротьби 2017 | Нігерія | жіноча боротьба, до 48 кг  | Золото |
| Чемпіонат Африки з боротьби 2018 | Нігерія | жіноча боротьба, до 50 кг  | Золото |
| Чемпіонат Африки з боротьби 2019 | Нігерія | жіноча боротьба, до 50 кг  | Золото |
| Чемпіонат Африки з боротьби 2023 | Нігерія | жіноча боротьба, до 50 кг  | Золото |
| Чемпіонат Африки з боротьби 2023 | Нігерія | пляжна боротьба, до W50 кг | Золото |
| Чемпіонат Африки з боротьби 2024 | Нігерія | жіноча боротьба, до 50 кг  | Золото |

### Виступи на Африканських іграх
| Змагання              | Збірна  | Вагова категорія          | Місце  |
| --------------------- | ------- | ------------------------- | ------ |
| Африканські ігри 2015 | Нігерія | жіноча боротьба, до 48 кг | Золото |
| Африканські ігри 2019 | Нігерія | жіноча боротьба, до 50 кг | Золото |
| Африканські ігри 2023 | Нігерія | жіноча боротьба, до 50 кг | Золото |

### Виступи на Іграх Співдружності
| Змагання                | Збірна  | Вагова категорія          | Місце  |
| ----------------------- | ------- | ------------------------- | ------ |
| Ігри Співдружності 2018 | Нігерія | жіноча боротьба, до 50 кг | Бронза |
| Ігри Співдружності 2022 | Нігерія | жіноча боротьба, до 50 кг | Золото |

### Виступи на інших змаганнях
| Змагання                                                          | Збірна  | Вагова категорія          | Місце  |
| ----------------------------------------------------------------- | ------- | ------------------------- | ------ |
| Олімпійський кваліфікаційний турнір з боротьби 2016 (Алжир)       | Нігерія | жіноча боротьба, до 48 кг | Золото |
| Гран-прі Іспанії з боротьби 2023                                  | Нігерія | жіноча боротьба, до 50 кг | Золото |
| Меморіал Імре Поляка та Яноша Варги 2023                          | Нігерія | жіноча боротьба, до 50 кг | Бронза |
| Олімпійський кваліфікаційний турнір з боротьби 2024 (Александрія) | Нігерія | жіноча боротьба, до 50 кг | 4      |
| Олімпійський кваліфікаційний турнір з боротьби 2024 (Стамбул)     | Нігерія | жіноча боротьба, до 50 кг | 5      |

### Виступи на змаганнях молодших вікових груп
| Змагання                                       | Збірна  | Вагова категорія          | Місце  |
| ---------------------------------------------- | ------- | ------------------------- | ------ |
| Чемпіонат Африки з боротьби серед кадетів 2014 | Нігерія | жіноча боротьба, до 52 кг | Срібло |